# Adetus cecamirim
Adetus cecamirim là một loài bọ cánh cứng trong họ Cerambycidae.